# Simulium neornatipes
Simulium neornatipes är en tvåvingeart som beskrevs av Lionel Jack Dumbleton 1969. Simulium neornatipes ingår i släktet Simulium och familjen knott.
Artens utbredningsområde är Nya Kaledonien. Inga underarter finns listade i Catalogue of Life.